# Zgnila Struga
Zgniła Struga [pronunciación en polaco: /ˈzɡniwa 'struɡa/] es un pueblo ubicado en el distrito administrativo de Gmina Milejów, dentro del condado de Łęczna, Voivodato de Lublin, en el este de Polonia. Se encuentra a unos 15 kilómetros al sureste de Łęczna y a 34 kilómetros al este de la capital regional Lublin.
El pueblo tiene una población de 90 habitantes.